# Da (godheid)
Da is bij het Fon volk in Dahomey (het huidige Benin) een van de Vodu. Dit is het nageslacht van het godenpaar Mawu en Lisa. Da vertegenwoordigt de voortgang van het leven in de kosmos en hielp Mawu bij het ordenen van de wereld. Zo plaatste hij de vier kolommen die het hemelgewelf ondersteunen, legde waterwegen en aan en maakte met zijn eigen uitwerpselen bergen en diverse ertsen. Da is evenals de oerige Vodu een tweeling en komt voor in de gedaante van een slang die in zijn eigen staart bijt. Ook wordt hij wel afgebeeld als een regenboog die de wereld omspant om de verschillende delen ervan te integreren. Hij zet de ander Vodu aan tot actie, wat de aanwezigheid van zijn symbolen op de altaren van de overige Vodu-Goden verklaart.